# Koukkulampi (norra)
Koukkulampi och Koukkulampi (södra) eller Koukkulammit är sjöar i Finland. De ligger i kommunen Rovaniemi i landskapet Lappland, i den norra delen av landet, 700 km norr om huvudstaden Helsingfors. Koukkulampi ligger 158 meter över havet. Arean är 5,2 hektar och strandlinjen är 0,9 kilometer lång. Sjön  ingår i Kemi älvs huvudavrinningsområde. 